# Ordnung der Wissenschaft
Ordnung der Wissenschaft (OdW) ist eine im November 2013 in Freiburg im Breisgau gegründete kostenlos verfügbare Online-Zeitschrift für das Recht von Wissenschaft, Forschung und Lehre, die sich vornehmlich mit aktuellen Rechtsfragen des deutschen Hochschulrechts auseinandersetzt. Die Zeitschrift erscheint vierteljährlich und ist sowohl online als auch als PDF-Version erhältlich. Sie wird auf gemeinnütziger Basis herausgegeben und produziert, ihre erste Ausgabe 2014/1 ist seit November 2013 online. Für die PDF-Version wird zu jedem Jahrgang ein Inhaltsverzeichnis und ein Stichwortregister erstellt.
Thematische Schwerpunkte bilden vor allem das Recht der öffentlichen und privaten Hochschulen, das Recht des Hochschulpersonals, das Recht der außeruniversitären Forschungseinrichtungen, das Recht der Forschungsförderung, das Recht der Hochschulmedizin, das Urheber- und Erfinderrecht in Forschung und Lehre, wissenschaftsredliche und -ethische Anforderungen, Rechtsfragen der Wissenschaftspublizistik sowie Forschung und Entwicklung in der Wirtschaft und die europa- und internationalrechtlichen Bezüge des Wissenschaftsrechts.
Gegründet wurde sie von den Freiburger Juraprofessoren Manfred Löwisch, Thomas Würtenberger und der Freiburger Rechtsanwältin Cornelia Feldmann, die auch den Vorstand der Zeitschrift bilden.
Die Redaktion besteht aus Mitarbeiterinnen und Mitarbeiter der Forschungsstelle für Hochschulrecht und Hochschularbeitsrecht.